# Aled Jones
Aled Jones (* 29 decembrie 1970) este un cântăreț galez și o personalitate în televiziune și radio. Este singurul copil al lui Nest și Derek Jones. A fost crescut într-o comunitate vorbitoare a limbii galeze din satul Llandegfan, comitatul Anglesey. A urmat cursurile la Ysgol David Hughes.